# Стрілянина в Університеті штату Флориди
17 квітня 2025 року Фенікс Ікнер вчинив масову стрілянину на кампусі Університету штату Флорида в Таллахассі. Нападник убив двох працівників і поранив ще шістьох людей. Підозрюваного підстрелила поліція та взяла під варту.
Університет подав сповіщення про стрілянину о 12:01. Департамент поліції Таллахассі підтвердив, що вони затримали одного суб’єкта чоловічої статі у зв’язку зі стріляниною, а пізніше підтвердили, що він був серед поранених. Було проведено пошук будь-яких інших нападників. Деякі місцеві телевізійні станції по всій Флориді повідомили про причетність двох підозрюваних. Департамент поліції Таллахассі оголосив, що кампус охороняється та лише один підозрюваний перебуває під вартою.

## Стрілянина
Невідомий припаркувався на машині «Hummer» оранжевого кольору. Він виставив гвинтівку з машини, та прицілився на людей, що знаходилися біля двору школи, після чого відкрив вогонь. Не попавши в людей він сховав гвинтівку та взяв пістолет з машини. Пістолетом вбив двох людей, які прийшли на вистріли. Забігши в школу нападник відкрив вогонь по учням університету, в цей же момент в університеті почала збиратися поліція і ФБР. Через пару хвилин ФБР почне штурм. ФБР та поліції вдалося захопити нападника живим.